# Gregor Altenburger
Gregor Altenburger (* 26. Februar 1979 in Rapperswil-Jona) ist ein Schweizer Schauspieler und Sänger.

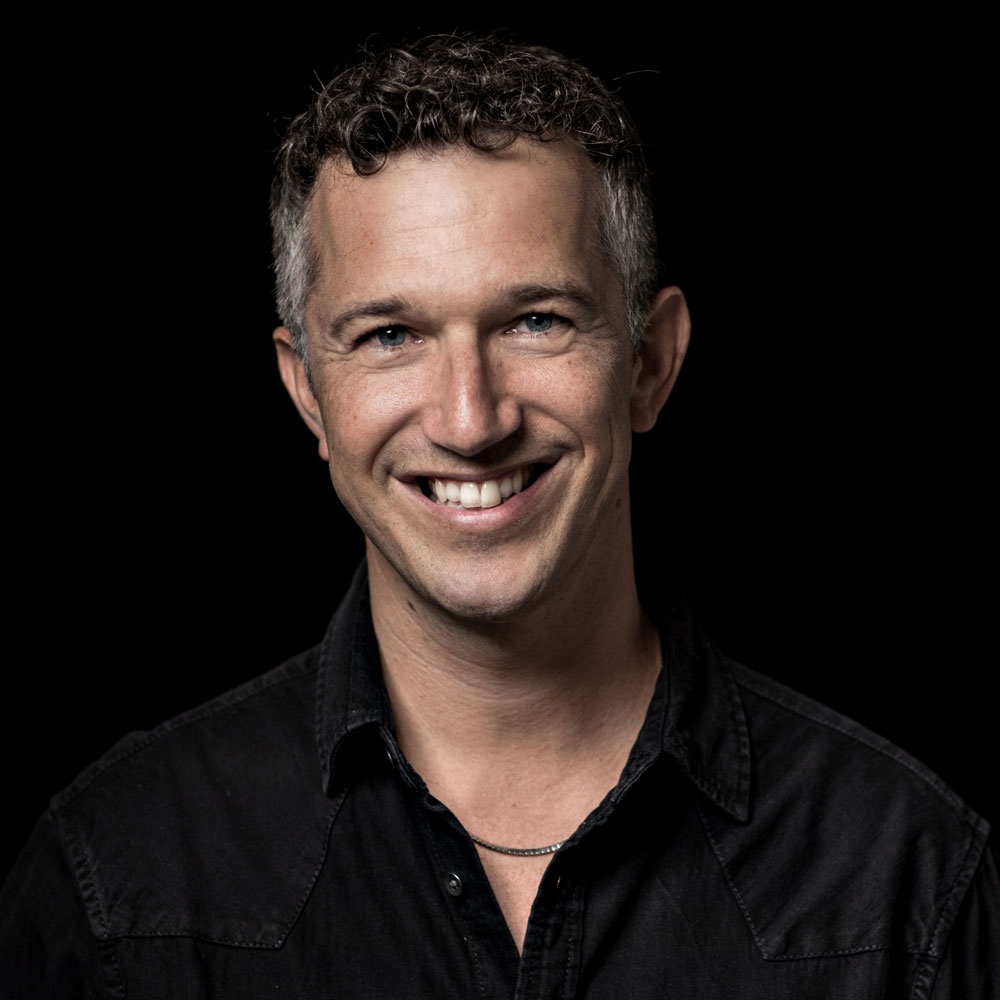
Gregor Altenburger (2019)

## Werdegang
Gregor Altenburger absolvierte seine Ausbildung in Schauspiel, Gesang und Tanz an der Swiss Musical Academy in Bern und schloss diese 2006 mit Diplom ab.
Erste Bühnenerfahrungen sammelte er 2003 in Anatevka als „Mottel“. 2004 tourte er an der Seite von Jörg Schneider in Toll trieben es die alten Römer durch die Schweiz. Er war bei der Schweizer Erstaufführung von No Way to treat a Lady als „Morris Brummel“ zu sehen, spielte auf der Seebühne Brunnen in Manche mögen’s heiss und war bei der Entertainment Gala im KKL Luzern Solist beim Swiss Army Orchestra. Im Theater Biel-Solothurn spielte er in der Oper Weisse Rose und bei Heidi – Das Musical (Teil 2) die Rolle von „Hansi“. Von 2007 bis 2018 spielte er 445 Vorstellungen im Musical Ewigi Liebi in diversen Hauptrollen. Im Bernhard-Theater Zürich war er im Musical Cabaret zu sehen und tourte mit Supermarkt Ladies in DAS ZELT durch die Schweiz. Im Theater am Hechtplatz spielte er in Happy End, Camping Camping, Monty Phyton’s Spamalot, Ost Side Story sowie in der Schweizer Erstaufführung von Young Frankenstein mit.
Gregor Altenburger ist Teil des Comedy-Trios SWISSPÄCK, mit welchem er an Seite von Eric Hättenschwiler und Fabio Romano die beiden Bühnenprogramme Combäck Tour und Love & Marriage, sowie die drei Ausgaben der Comedy Christmas in der MAAG Halle Zürich schrieb.

## Theater
- 2019: Young Frankenstein[3], Ein Eremit, Regie: Dominik Flaschka, Theater am Hechtplatz
- 2018–2019: Supermarkt Ladies[4], Kaspar Herzog, Regie: Dominik Flaschka, DAS ZELT (Schweizer Tournee)
- 2016: Cabaret[5], Victor, Regie: Dominik Flaschka, Bernhard-Theater Zürich[5]
- 2016: Wiener Blut, Graf, Regie: Björn Bugiel, Zuger Operettensommer
- 2015: Ost Side Story - Das Musical[6], Willy, Regie: Dominik Flaschka, Theater am Hechtplatz
- 2014: Monty Phyton's Spamalot, Galahad, Regie: Dominik Flaschka, Deutsches Theater München
- 2013: Die drei von der Tankstelle, Willy, Regie: Björn Bugiel, Zuger Operettensommer
- 2012: Der Zauberer von OZ, Löwe, Regie: Björn Bugiel, Musical im Gartencenter
- 2011–2012: Camping Camping, Tramper, Regie: Dominik Flaschka, Theater am Hechtplatz
- 2010: Happy End, Fallschirmspringer, Regie: Dominik Flaschka, Theater am Hechtplatz
- 2009: Im weissen Rössl, Dr. Siedler, Regie: Björn Bugiel, Zuger Operettensommer
- 2009: Der schwarze Hecht, Onkel Fritz, Regie: Björn Bugiel, Zuger Operettensommer
- 2007–2017: Ewigi Liebi[7], Daneli, Hanspeter, Ferdinand, Baschti, Gusti, Martha, Regie: Dominik Flaschka, Maag Halle, Zürich[7]
- 2008: Weisse Rose, Schauspieler, Regie: André Sebastian, Theater Orchester Biel Solothurn
- 2008: Heidi - Das Musical (Teil 2)[8], Hansi, Regie: Stefan Huber, Seebühne Walenstadt[8]
- 2006: Into the Woods, Jack, Regie: Kaspar Hort, Rampe, Basel
- 2006: Private Lives, Regie: Kaspar Hort, Rampe, Basel
- 2006: Wo drückt der Schuh, Prinz Lookalot, Theater Remise, Bern
- 2005: No way to treat a Lady, Morris Brummel, Regie: Markus Bühlmann
- 2005: It's my chance now, Robert, Regie: Ricarda Ludigkeit, Theater am Käfigturm, Bern
- 2004: Toll trieben es die alten Römer, Hero, Regie: Dominik Flaschka, Schweizer Tournee
- 2004: Anna, Konrad, Regie: Matthias Blum, Auditorium Rossi, Bern
- 2003: ANATEVKA, Mottel, Regie: Max Aeberli, Stadtsaal Rapperswil-Jona

## Comedy-Programme
- 2015: COMEDY CHRISTMAS 2015[9], SWISSPÄCK, Regie: Dominik Flaschka, Maag Halle
- 2014: LOVE & MARRIAGE, SWISSPÄCK[10], Regie: Dominik Flaschka, Schweizer Tournee
- 2013: COMEDY CHRISTMAS 2013[11], SWISSPÄCK, Regie: Dominik Flaschka, Maag Halle
- 2011: COMEDY CHRISTMAS 2011[12], SWISSPÄCK, Regie: Dominik Flaschka, Maag Halle
- 2010: COMBÄCK TOUR[13][14], SWISSPÄCK, Regie: Dominik Flaschka, Schweizer Tournee

## Konzerte
- 2013: Musical Gala, Bacher Outdoor Living
- 2013: Solist bei Swing and Voices, Singkreis Adliswil
- 2008: Musical Gala, Kornhaus Bern
- 2008: Liebe im Sonderangebot, Kellerbühne Grünfels, ONO Theater Bern
- 2006: Solist Entertainment-Gala, Swiss Army Concert Band, KKL Luzern
- 2005: Michaels Top 5, Konzert Theater Bern

## Audio
- 2010: Yantra Matte[15], Agentur Helmi Sigg

## Film
- 2013: ProPräsenz (Ausbildungsfilm), HR Consultant, Produzent: Swisscom
- 2013: Adrian Stern - Das wünsch i dir[16] (Video), Bär, Regie: Simon Ramseier, Produzent: Reverse
- 2012: Die üblichen Verdächtigen (Kurzfilm), Dave, Regie: Ferid Hasbun, Produzent: Ferid Hasbun

## Nominationen/Auszeichnungen
Prix Walo, Beste Theaterproduktion, Cabaret, Gewinner 2016
Deutscher Musical Theater Preis, Beste Regie (Dominik Flaschka), Ost Side Story – Das Musical, Gewinner 2015
Prix Walo, Beste Theaterproduktion, Ewigi Liebi – Das Musical, Gewinner 2007